# Guillaume-Alexandre de Méhégan
Guillaume-Alexandre de Méhégan (Lasalle, 1725 – Parigi, 23 gennaio 1766) è stato uno scrittore e giornalista francese.

## Biografia
Di famiglia irlandese, fuggita in Francia al seguito del re Giacomo II d'Inghilterra, il giovane Méhégan arrivò nel 1741 a Parigi con la madre, la quale voleva vegliare sulla sua educazione. Dal 1743 al 1746 fece studi di teologia al seminario annesso alla chiesa di Saint-Nicolas-du-Chardonnet. Nel 1751 ricevette la tonsura e sostenne la sua tesi alla Sorbona. Nello stesso anno fece pubblicare l'opera Zoroastre, Histoire traduite du Chaldéen. Essa è preceduta da una epistola indirizzata a “Mr. T. a. d. M.”, acronimo di “Mr. Toussaint auteur des Mœurs”. L'opera, a causa del suo esplicito impianto deista, lo condusse alla Bastiglia per un periodo di detenzione di quasi due anni (11 agosto 1751-13 marzo 1753). In seguito alla condanna dovette rinunciare allo stato ecclesiastico e alla pensione di 1 000 franchi concessagli dal cardinale André-Hercule de Fleury. Nello stesso 1751 apparve anche l'Origine des Guèbres, ou la Religion naturelle mise en action. Nel 1755 diede alle stampe le Considérations sur les révolutions des Arts e un piccolo volume intitolato Pièces fugitives en vers. Fece pubblicare nel 1757 l’Origine, ses progrès et la décadence de l'Idolatrie e nel 1766 le Tableau de l'Histoire moderne: depuis la chute de l'Empire d'Occident jusqu'à la paix de Westphalie. Dopo aver insegnato francese a Copenaghen nella cattedra fondata dal re Federico V, divenne uno dei primi collaboratori parigini del Journal encyclopédique di Pierre Rousseau.
Suo fratello maggiore Jacques-Antoine-Thadée de Méhégan è stato un valente soldato dell'esercito francese, distintosi in particolar modo durante la Guerra dei sette anni. Egli morì nel 1792 con il grado di maresciallo di campo.